# Kříž u kostela (Butovice)
Kříž u kostela v Butovicích je volně stojící kamenný krucifix ve městě Studénka, části Butovice. Nachází se před ohradní zdí hřbitova u kostela Všech svatých na parcele č. 1053. Byl postaven roku 1835.
Podle zápisu v kronice Butovic byl první kříž před kostelem, ještě dřevěný, postaven na náklady obce Butovice 24. července 1786. Roku 1835 (22. července) byl nahrazen stávajícím kamenným křížem, jenž byl o rok později vysvěcen.
Na nízkém odstupněném soklu s pravoúhlými rohy, na jehož zadní straně je vytesáno datum postavení kříže (MDCCCXXXV DIE 22 JULY), stojí podstavec kříže. Má tvar hranolu ukončeného v dolní části prohýbaně, v horní části pravoúhle profilovanou římsou. Po stranách podstavce jsou volutová křídla , na jeho čelní ploše je druhotně (po roce 1945) osazená deska s českým nápisem „Pochválen buď Ježíš Kristus“. Na podstavci se nachází užší hranolová podnož, z níž vyrůstá svislé břevno kříže, které se směrem nahoru mírně zužuje a v dolní části je zdobeno třemi kanelurami. Ramena kříže mají liliovité zakončení a Kristovo tělo je provedeno v hlubokém reliéfu v tradiční poloze: hlava je pokleslá k pravému rameni, rouška ponechává přední část nohou odkrytou, po stranách dosahuje až ke kolenům.
Ze šesti (či sedmi) křížů existujících v Butovicích před rokem 1945 se dochovaly tři, z nichž tento je nejstarší. 
Dne 3. května 1958 byl prohlášen za kulturní památku č. 47131/8-1685.

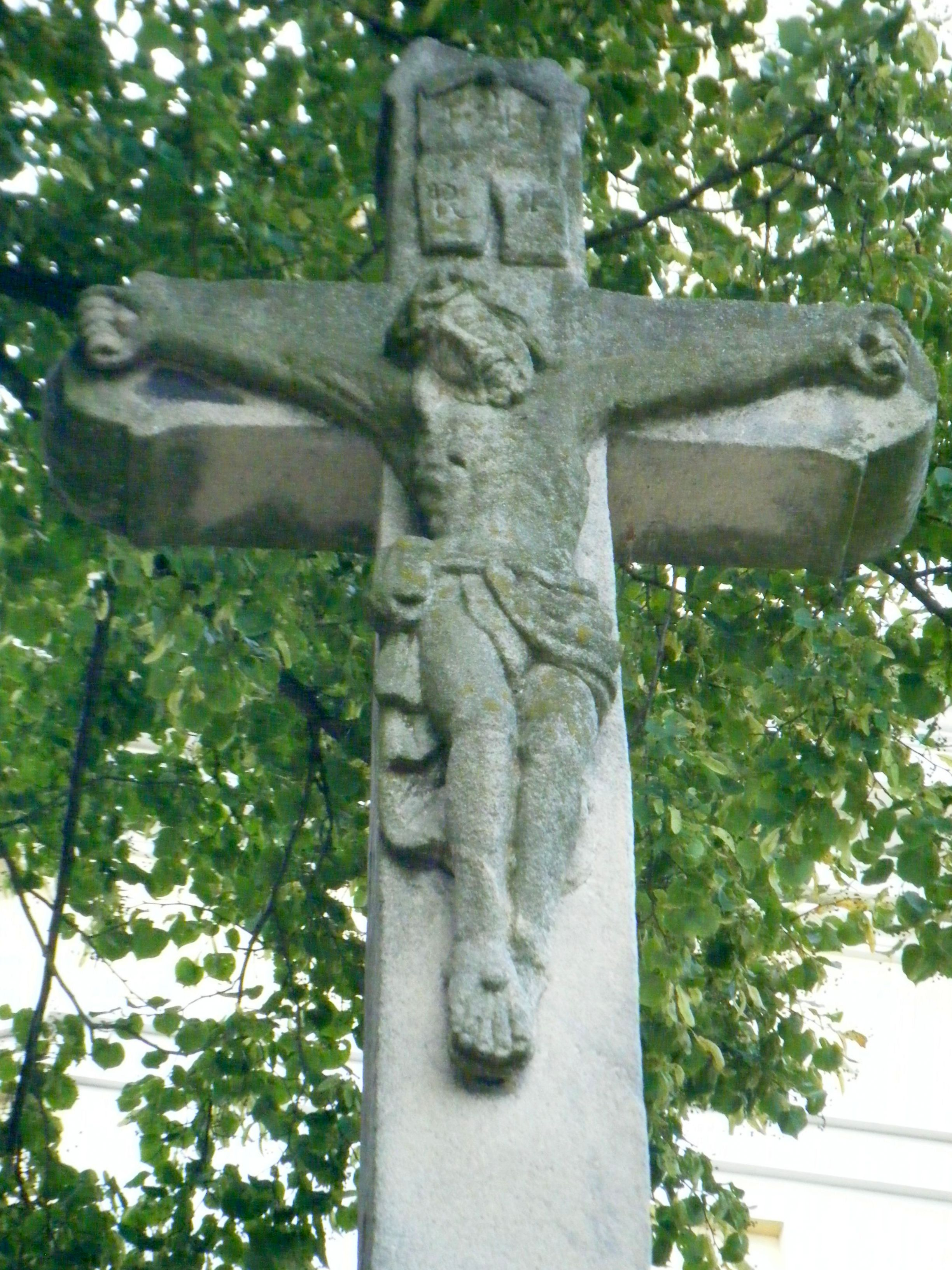
Detail postavy Krista